# Dominio (análisis matemático)

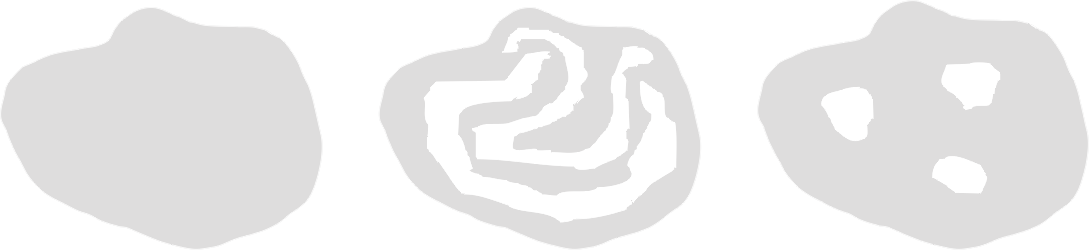
Dominios conexos (de izquierda a derecha): conexo (o mono-conexo), tri-conexo y tetra-conexo

En análisis matemático, un dominio o región es un conjunto abierto conexo no vacío definido en un espacio topológico, en particular cualquier subconjunto abierto conexo no vacío del espacio de coordenadas reales Rn o del espacio de coordenadas complejas Cn. Este es un concepto diferente al del dominio de una función, aunque a menudo se usa para ese propósito, como por ejemplo, en ecuaciones en derivadas parciales y en el espacio de Sóbolev.
La idea básica de un subconjunto conexo de un espacio data del siglo XIX, pero las definiciones precisas varían ligeramente de una generación a otra, de un autor a otro y de una edición a otra, a medida que los conceptos se desarrollaron y los términos se tradujeron entre obras en alemán, francés e inglés. En inglés, algunos autores usan el término dominio, otros usan el término región, algunos otros usan ambos términos indistintamente, y otros definen los dos términos de manera ligeramente diferente; algunos evitan la ambigüedad al ceñirse a una frase como "subconjunto abierto conexo no vacío". Una convención común es definir un "dominio" como un conjunto abierto conexo, pero una "región" como la unión de un dominio con ninguno, algunos o todos sus puntos de acumulación. Una región cerrada o dominio cerrado es la unión de un dominio y de todos sus puntos límite.
Se requieren varios grados de suavidad del límite del dominio para que se mantengan varias propiedades de funciones definidas en el dominio, como teoremas integrales (teorema de Green, teorema de Stokes), propiedades de espacio de Sóbolev y para definir medidas en el límite y los espacios de trazas (funciones generalizadas definidas en el límite). Los tipos de dominios comúnmente considerados son dominios con límite continuo, límite de contorno de Lipschitz, C1, etc.
Un dominio acotado, como su nombre indica, es aquel que está acotado, mientras que un dominio exterior o dominio externo es el interior del complemento de un dominio acotado.
En análisis complejo, un dominio complejo (o simplemente dominio) es cualquier subconjunto abierto conexo del plano complejo C. Por ejemplo, todo el plano complejo es un dominio, al igual que el disco unidad abierto, el semiplano superior abierto, etc. A menudo, un dominio complejo sirve como dominio de definición de una función holomorfa. En el estudio de múltiples variables complejas, la definición de un dominio se amplía para incluir cualquier subconjunto abierto conexo de Cn.

## Ejemplos

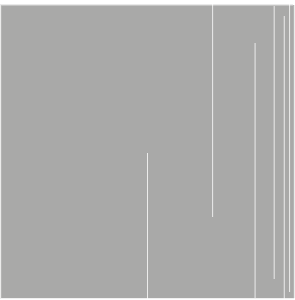
Un ejemplo de un dominio (área gris) cuyo contorno incluye puntos no accesibles